# Tignac
Tignac est une commune française située dans le sud-est du département de l'Ariège, en région Occitanie. Sur le plan historique et culturel, la commune fait partie du pays du Sabarthès, structuré par la haute vallée de l'Ariège en amont du pays de Foix avec Tarascon-sur-Ariège comme ville principale.
Exposée à un climat océanique altéré, elle est drainée par divers petits cours d'eau. La commune possède un patrimoine naturel remarquable composé de deux zones naturelles d'intérêt écologique, faunistique et floristique.
Tignac est une commune rurale qui compte 20 habitants en 2022, après avoir connu un pic de population de 238 habitants en 1851. Ses habitants sont appelés les Tignacois ou Tignacoises.
Ses habitants sont les Tignacois et les Tignacoises.

## Géographie

### Localisation
La commune de Tignac se trouve dans le département de l'Ariège, en région Occitanie.
Elle se situe à 29 km à vol d'oiseau de Foix, préfecture du département, et à 5 km d'Ax-les-Thermes, bureau centralisateur du canton de Haute-Ariège dont dépend la commune depuis 2015 pour les élections départementales.
La commune fait en outre partie du bassin de vie d'Ax-les-Thermes.
Les communes les plus proches sont : 
Perles-et-Castelet (0,7 km), Vaychis (1,0 km), Unac (2,3 km), Bestiac (2,5 km), Savignac-les-Ormeaux (2,6 km), Caussou (2,7 km), Luzenac (3,2 km), Ignaux (4,0 km).
Sur le plan historique et culturel, Tignac fait partie du pays du Sabarthès, structuré par la haute vallée de l'Ariège en amont du pays de Foix avec Tarascon-sur-Ariège comme ville principale.
| Unac               | Bestiac | Caussou              |
|                    | Tignac  | Vaychis              |
| Perles-et-Castelet |         | Savignac-les-Ormeaux |

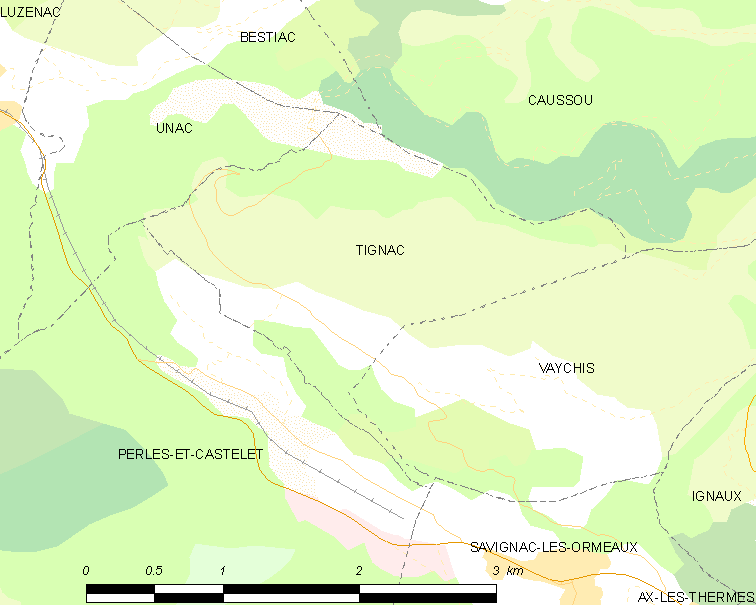
Carte de la commune de Tignac et des proches communes.

Située dans les Pyrénées, la commune fait partie du terroir historique du Sabarthès.

### Géologie et relief
La commune est située dans les Pyrénées, une chaîne montagneuse jeune, érigée durant l'ère tertiaire (il y a 40 millions d'années environ), en même temps que les Alpes. Les terrains affleurants sur le territoire communal sont constitués de roches sédimentaires datant du Paléozoïque, une ère géologique qui s'étend de −541 à −252,2 Ma (millions d'années). La structure détaillée des couches affleurantes est décrite dans la feuille « n°1087 - Vicdessos » de la carte géologique harmonisée au 1/50 000ème du département de l'Ariège, et sa notice associée.
La superficie cadastrale de la commune publiée par l’Insee, qui sert de références dans toutes les statistiques, est de 3,53 km2,. La superficie géographique, issue de la BD Topo, composante du Référentiel à grande échelle produit par l'IGN, est quant à elle de 3,66 km2. Son relief est particulièrement escarpé puisque la dénivelée maximale atteint 720 mètres. L'altitude du territoire varie entre 720 m et 1 440 m.

### Hydrographie

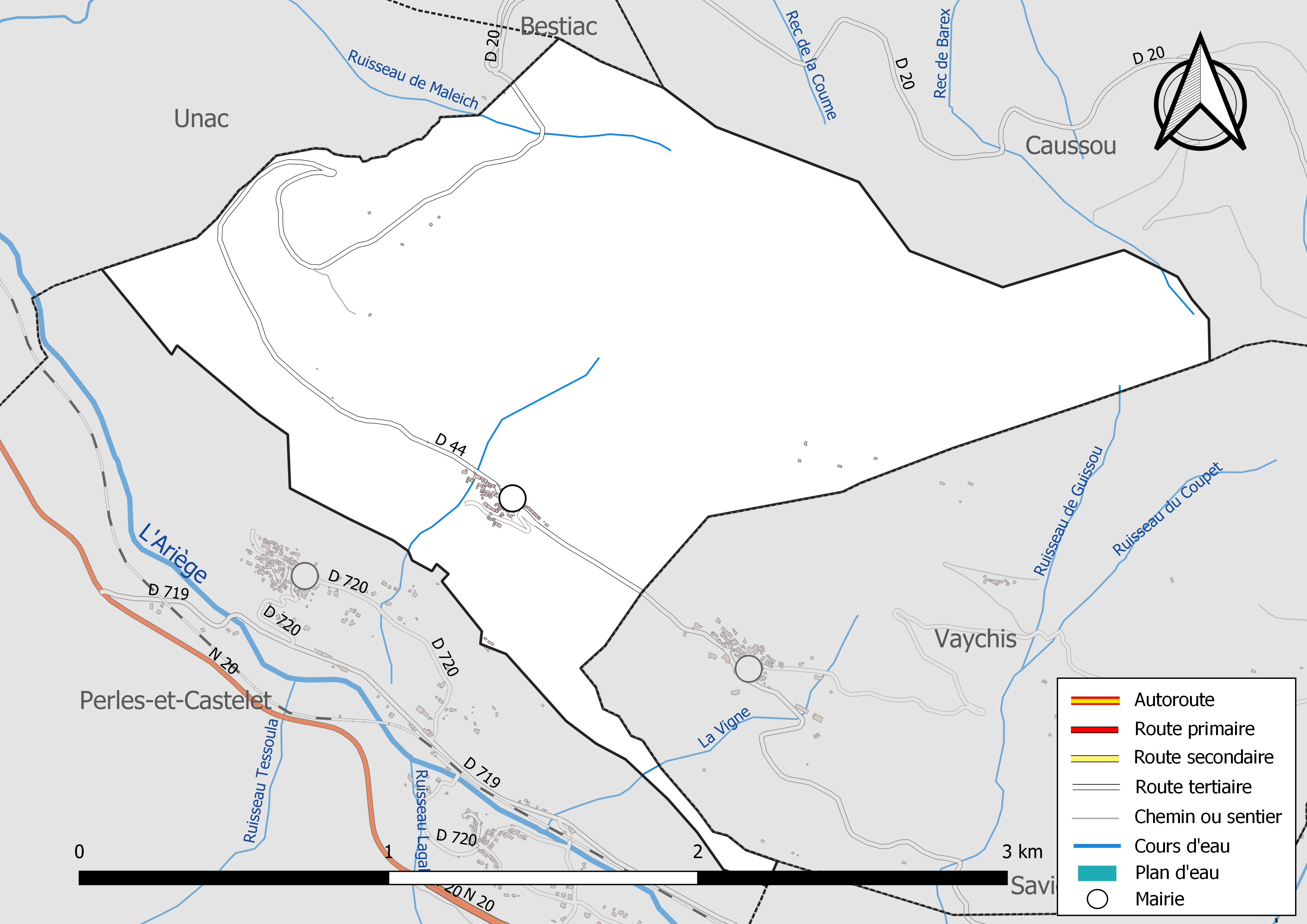
Réseaux hydrographique et routier de Tignac.

La commune est dans le bassin versant de la Garonne, au sein du bassin hydrographique Adour-Garonne. Elle est drainée par la Vigne, Rec de Barex, le ruisseau de Guissou, le ruisseau de Maleich et par un petit cours d'eau, constituant un réseau hydrographique de 2 km de longueur totale,.

### Climat
Pour des articles plus généraux, voir Climat de l'Occitanie et Climat de l'Ariège.
En 2010, le climat de la commune est de type climat océanique altéré, selon une étude s'appuyant sur une série de données couvrant la période 1971-2000. En 2020, Météo-France publie une typologie des climats de la France métropolitaine dans laquelle la commune est exposée à un climat de montagne et est dans la région climatique Pyrénées centrales, caractérisée par une pluviométrie annuelle de 1 000 à 1 200 mm.
Pour la période 1971-2000, la température annuelle moyenne est de 10 °C, avec une amplitude thermique annuelle de 15,2 °C. Le cumul annuel moyen de précipitations est de 958 mm, avec 8,9 jours de précipitations en janvier et 6,7 jours en juillet. Pour la période 1991-2020, la température moyenne annuelle observée sur la station météorologique la plus proche, située sur la commune d'Ascou à 6 km à vol d'oiseau, est de 9,3 °C et le cumul annuel moyen de précipitations est de 1 258,8 mm,. Pour l'avenir, les paramètres climatiques de la commune estimés pour 2050 selon différents scénarios d'émission de gaz à effet de serre sont consultables sur un site dédié publié par Météo-France en novembre 2022.

### Milieux naturels et biodiversité
L’inventaire des zones naturelles d'intérêt écologique, faunistique et floristique (ZNIEFF) a pour objectif de réaliser une couverture des zones les plus intéressantes sur le plan écologique, essentiellement dans la perspective d’améliorer la connaissance du patrimoine naturel national et de fournir aux différents décideurs un outil d’aide à la prise en compte de l’environnement dans l’aménagement du territoire.
Une ZNIEFF de type 1 est recensée sur la commune :
les « montagnes orientales d'Ax-les-Thermes » (9 524 ha), couvrant 20 communes dont 16 dans l'Ariège et 4 dans l'Aude et une ZNIEFF de type 2, : 
« le bassin versant de l'Oriège et montagnes orientales d'Ax-les-Thermes » (18 551 ha), couvrant 25 communes dont 18 dans l'Ariège, 4 dans l'Aude et 3 dans les Pyrénées-Orientales.

Carte des ZNIEFF de type 1 et 2 à Tignac.
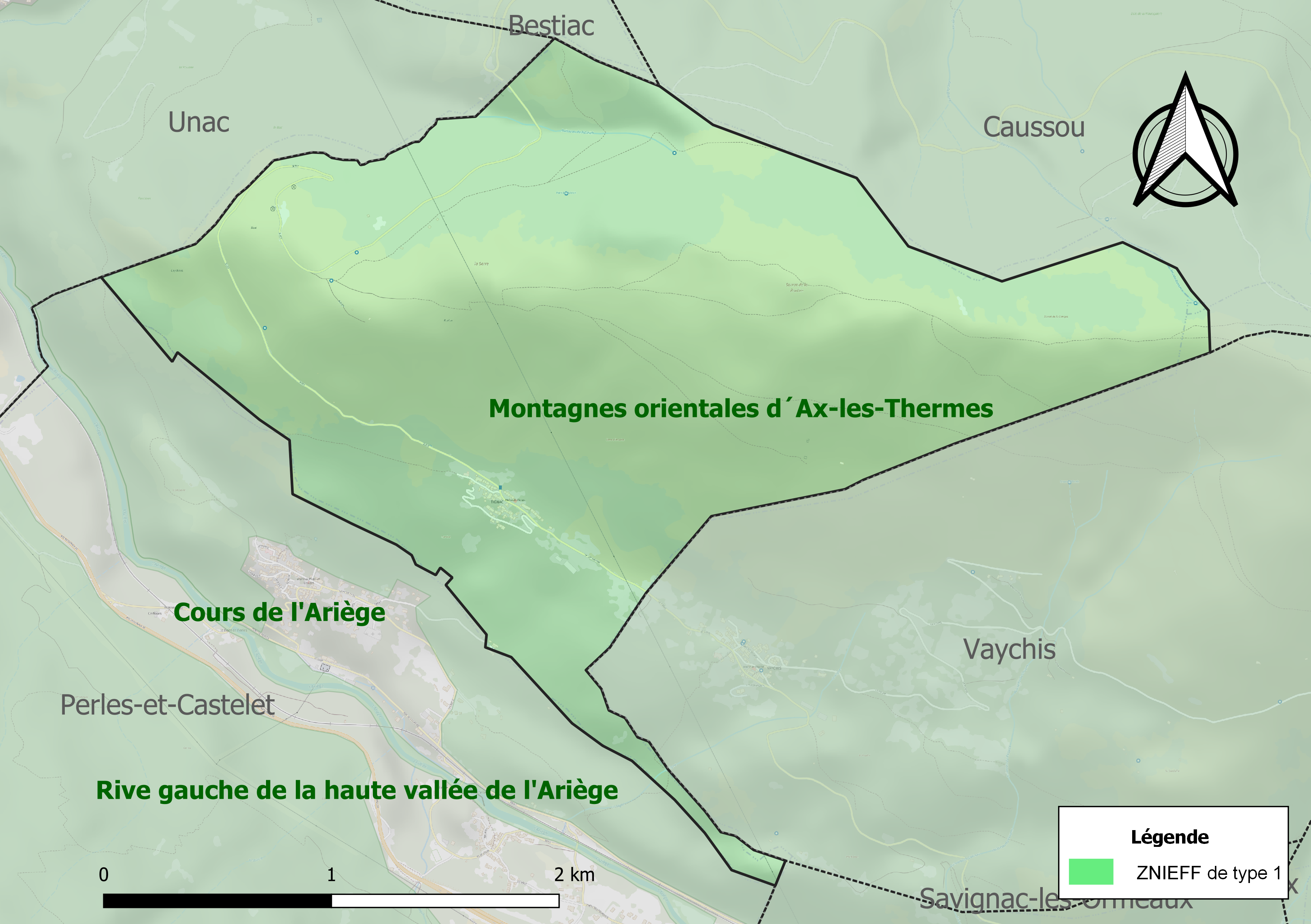
Carte de la ZNIEFF de type 1 sur la commune.
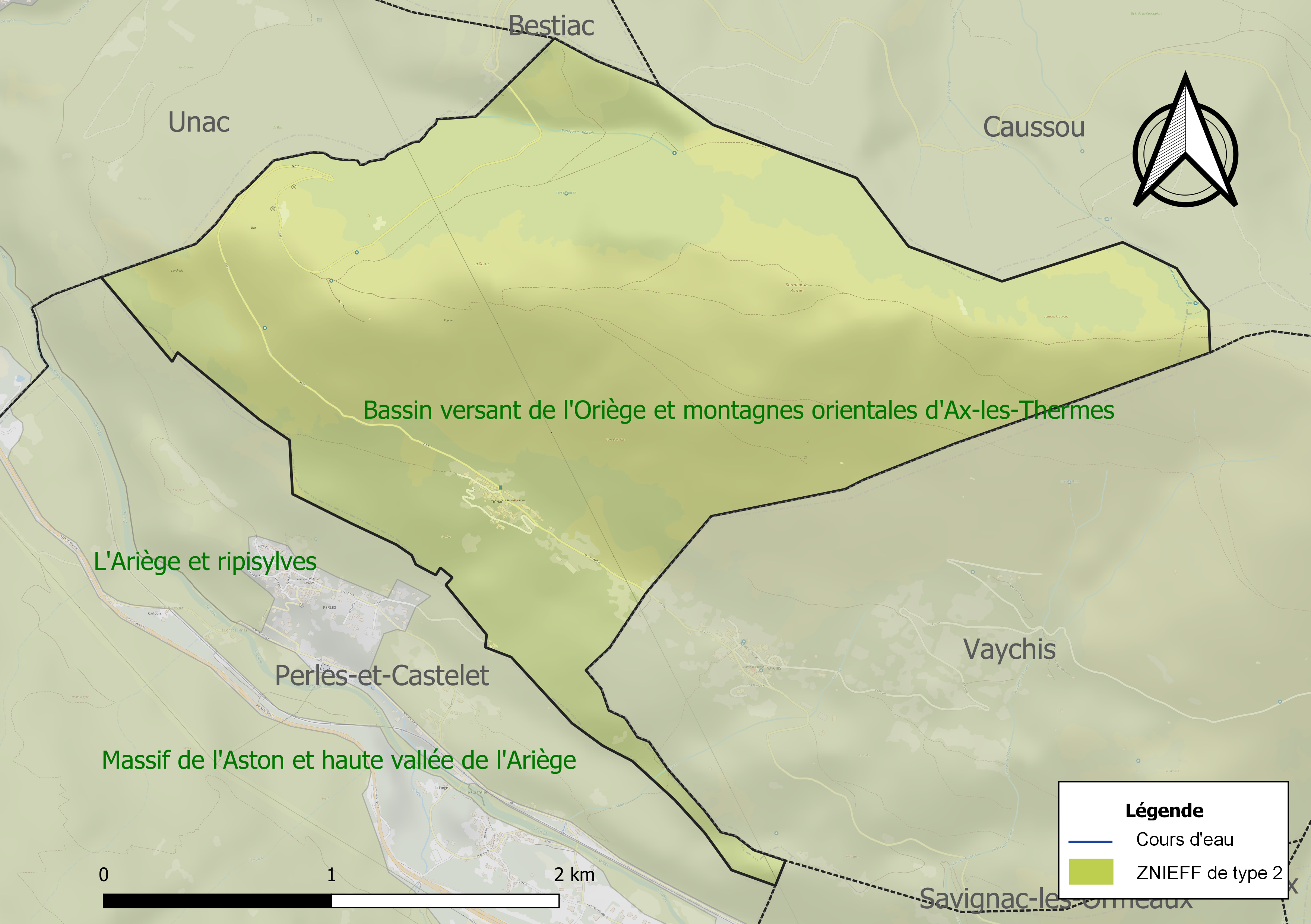
Carte de la ZNIEFF de type 2 sur la commune.

## Urbanisme

### Typologie
Au 1er janvier 2024, Tignac est catégorisée commune rurale à habitat dispersé, selon la nouvelle grille communale de densité à 7 niveaux définie par l'Insee en 2022.
Elle est située hors unité urbaine et hors attraction des villes,.

### Occupation des sols
L'occupation des sols de la commune, telle qu'elle ressort de la base de données européenne d’occupation biophysique des sols Corine Land Cover (CLC), est marquée par l'importance des forêts et milieux semi-naturels (83,9 % en 2018), en diminution par rapport à 1990 (99,9 %). La répartition détaillée en 2018 est la suivante : 
milieux à végétation arbustive et/ou herbacée (57,1 %), forêts (26,8 %), zones agricoles hétérogènes (16 %), prairies (0,1 %). L'évolution de l’occupation des sols de la commune et de ses infrastructures peut être observée sur les différentes représentations cartographiques du territoire : la carte de Cassini (XVIIIe siècle), la carte d'état-major (1820-1866) et les cartes ou photos aériennes de l'IGN pour la période actuelle (1950 à aujourd'hui).

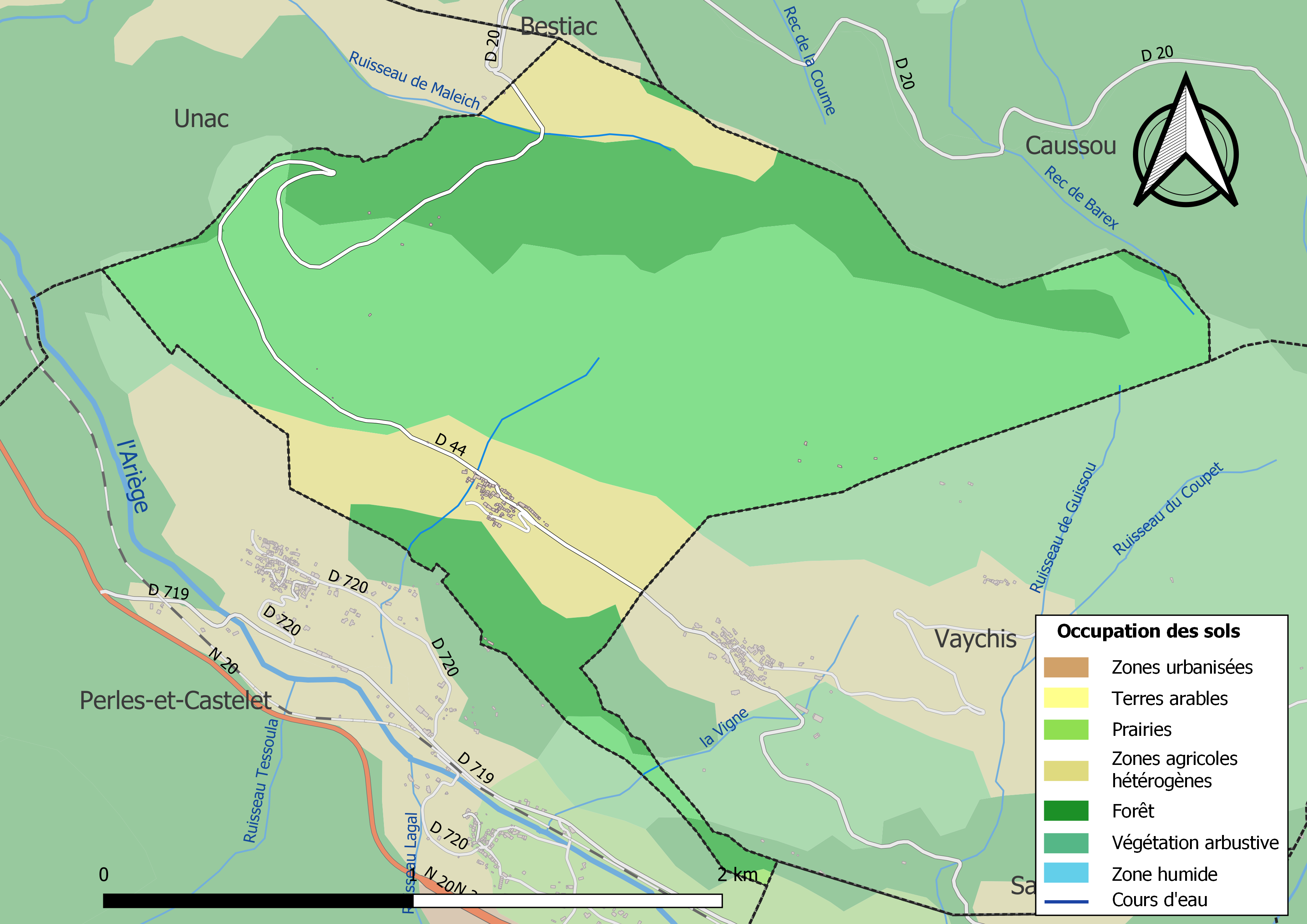
Carte des infrastructures et de l'occupation des sols de la commune en 2018 (CLC).

### Habitat et logement
En 2018, le nombre total de logements dans la commune était de 41, alors qu'il était de 38 en 2013 et de 39 en 2008.
Parmi ces logements, 27,9 % étaient des résidences principales, 72,1 % des résidences secondaires et 0 % des logements vacants. Ces logements étaient pour 100 % d'entre eux des maisons individuelles et pour 0 % des appartements.
Le tableau ci-dessous présente la typologie des logements à Tignac en 2018 en comparaison avec celle de l'Ariège et de la France entière. Une caractéristique marquante du parc de logements est ainsi une proportion de résidences secondaires et logements occasionnels (72,1 %) supérieure à celle du département (24,6 %) et à celle de la France entière (9,7 %). Concernant le statut d'occupation de ces logements, 80 % des habitants de la commune sont propriétaires de leur logement (80 % en 2013), contre 66,3 % pour l'Ariège et 57,5 % pour la France entière.
| Typologie                                               | Tignac | Ariège | France entière |
| ------------------------------------------------------- | ------ | ------ | -------------- |
| Résidences principales (en %)                           | 27,9   | 65,7   | 82,1           |
| Résidences secondaires et logements occasionnels (en %) | 72,1   | 24,6   | 9,7            |
| Logements vacants (en %)                                | 0      | 9,7    | 8,2            |

### Voies de communication et transports
Le village est desservi par la RD 44.

### Risques majeurs
Le territoire de la commune de Tignac est vulnérable à différents aléas naturels : inondations, climatiques (grand froid ou canicule), feux de forêts, mouvements de terrains, avalanche  et séisme (sismicité modérée). Il est également exposé à un risque particulier, le risque radon,.

#### Risques naturels

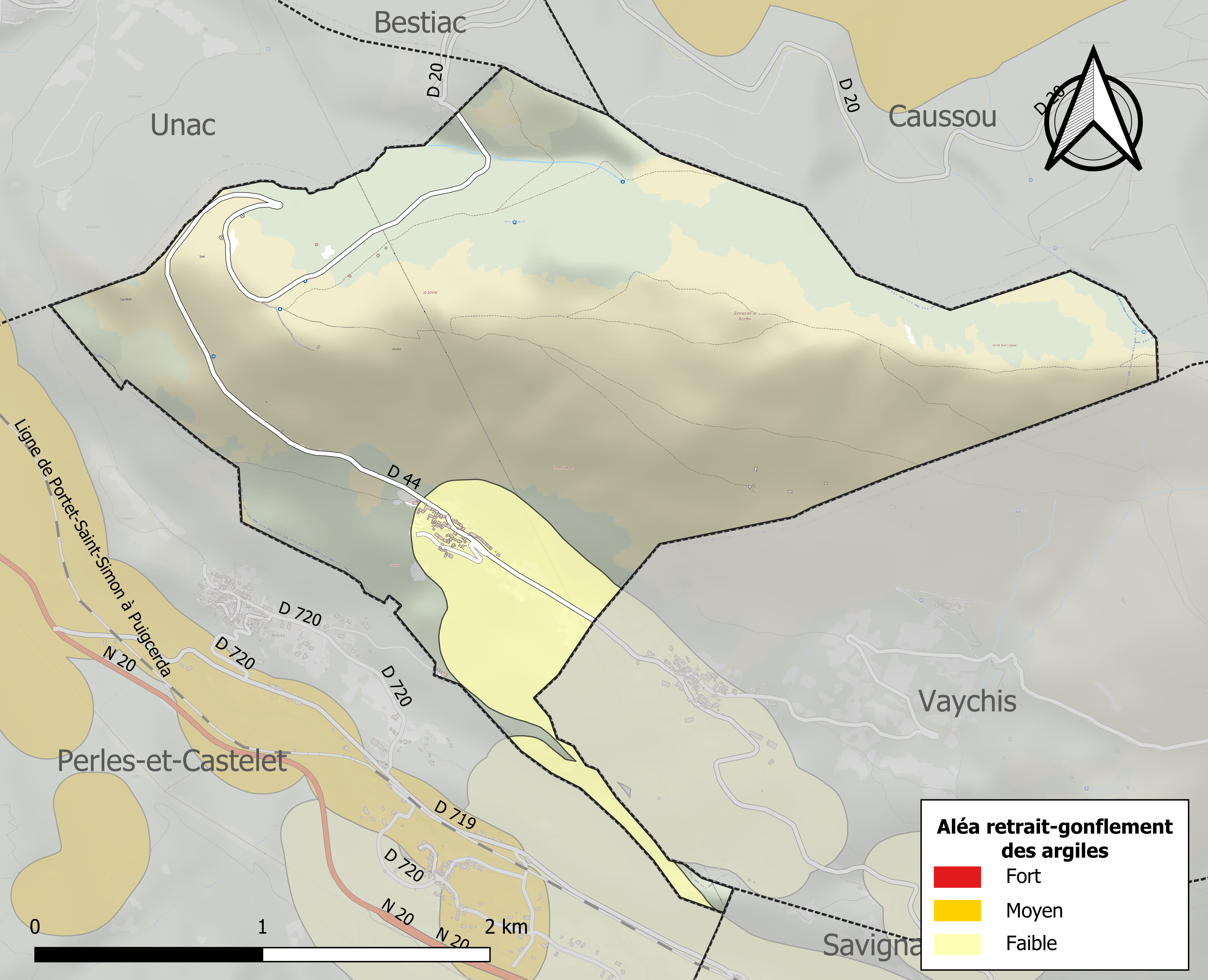
Zonage de l'aléa retrait-gonflement des argiles sur la commune de Tignac.

Certaines parties du territoire communal sont susceptibles d’être affectées par le risque d’inondation par crue torrentielle d'un cours d'eau, ou ruissellement d'un versant.
Les mouvements de terrains susceptibles de se produire sur la commune sont soit des chutes de blocs, soit des glissements de terrains, soit des mouvements liés au retrait-gonflement des argiles. Près de 50 % de la superficie du département est concernée par l'aléa retrait-gonflement des argiles, dont la commune de Tignac. L'inventaire national des cavités souterraines permet par ailleurs de localiser celles situées sur la commune.
Près de 50 % de la superficie du département est concernée par l'aléa retrait-gonflement des argiles, dont la commune de Tignac. L'inventaire national des cavités souterraines permet par ailleurs de localiser celles situées sur la commune.

#### Risque particulier
Dans plusieurs parties du territoire national, le radon, accumulé dans certains logements ou autres locaux, peut constituer une source significative d’exposition de la population aux rayonnements ionisants. Toutes les communes du département sont concernées par le risque radon à un niveau plus ou moins élevé. Selon la classification de 2018, la commune de Tignac est classée en zone 3, à savoir zone à potentiel radon significatif.

## Toponymie
Une forme ancienne est Tinhaco, notifié pour la première fois en 1272 dans le dénombrement des terres du comté de Foix,,.
L'origine du nom de Tignac remonterait à un nom de personne latin Tennius ou Tineius auquel est apposé le suffixe -acum, ce qui correspondrait à *Tiniacum, « domaine de Tineius ».

## Histoire
Le Registre d'inquisition de Jacques Fournier (évêque de Pamiers) et futur pape Benoît XII relate en date du 5 novembre 1322 le témoignage de Bernard Laufre, fils de feu Pierre Laufre de Tignac, qui avait été suspect en matière d'hérésie et qui dénonce alors Raimond Delaire :

« ...pour les erreurs et hérésies suivantes, tant sur la place de Tignac qu'ailleurs :
- que l'homme n'a  d'autre âme que le sang, et qu'après la mort, l'âme de l'homme n'éprouvait  pas le bien  et ne souffrait pas le  mal ;
- que les  bêtes ont une âme aussi bonne que les hommes ;
- que notre Seigneur le Christ avait  été engendré par le coït d'un homme et d'une femme, comme le  sont communément les autres hommes ;
- que ce monde visible était Dieu, et qu'il n'était d'autre Dieu que ce monde visible ;
- que la messe, ni rien de ce qui se fait à l'église, n'ont une valeur quelconque ; qu'il n'y avait ni enfer ni paradis dans un autre monde ;
- que ce n'était pas un péché que de connaître charnellement des femmes, à moins qu'elles ne fussent  les mères de ceux qui le font, ou leurs filles ou leurs sœurs. »

## Politique et administration

### Découpage territorial
La commune de Tignac est membre de la communauté de communes de la Haute Ariège, un établissement public de coopération intercommunale (EPCI) à fiscalité propre créé le 27 septembre 2016 dont le siège est à Luzenac. Ce dernier est par ailleurs membre d'autres groupements intercommunaux.
Sur le plan administratif, elle est rattachée à l'arrondissement de Foix, au département de l'Ariège, en tant que circonscription administrative de l'État, et à la région Occitanie.
Sur le plan électoral, elle dépend du canton de Haute-Ariège pour l'élection des conseillers départementaux, depuis le redécoupage cantonal de 2014 entré en vigueur en 2015, et de la première circonscription de l'Ariège  pour les élections législatives, depuis le redécoupage électoral de 1986.

### Liste des maires

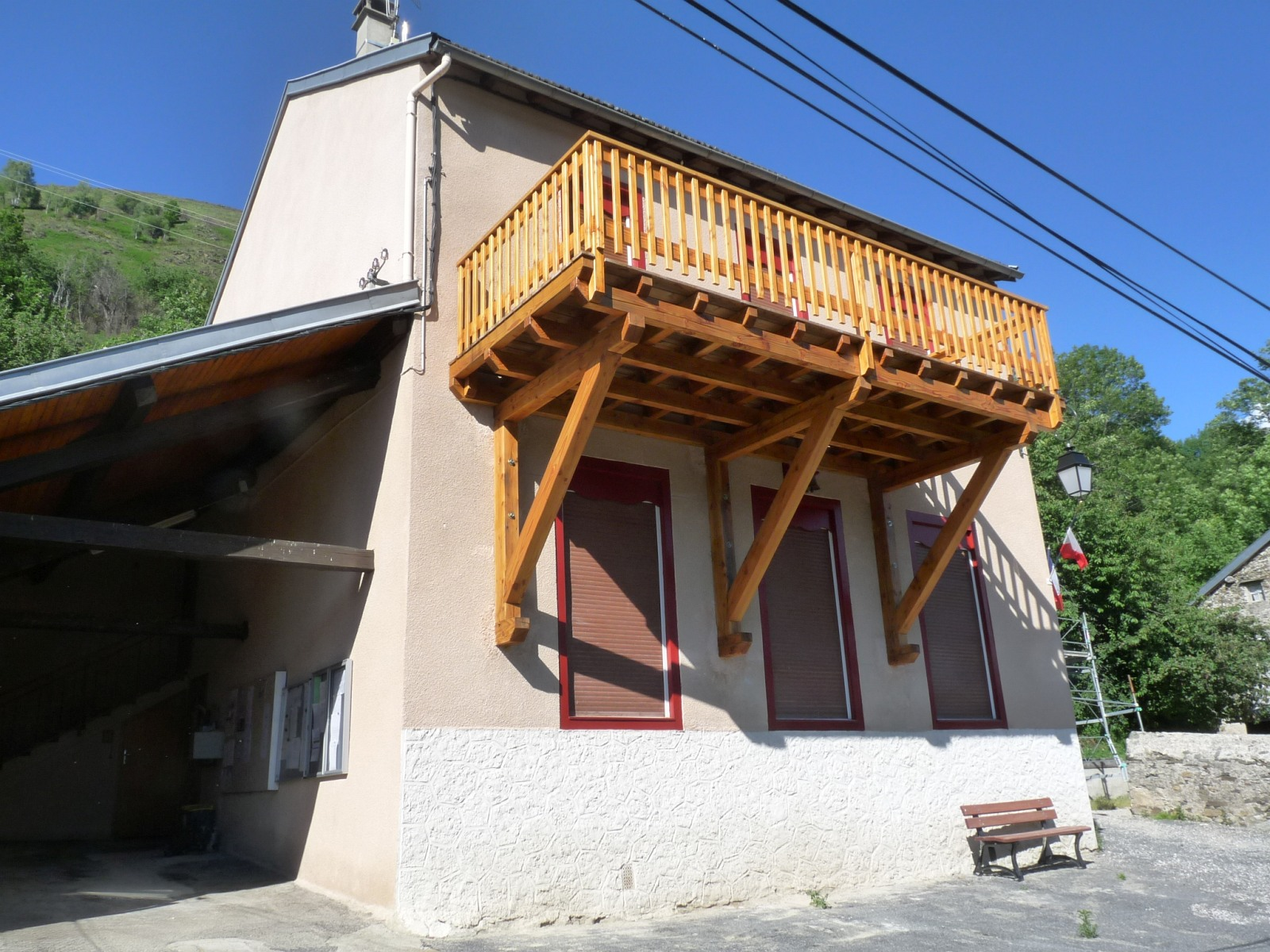
La mairie

| Période                                  | Période  | Identité       | Étiquette | Qualité                     |
| ---------------------------------------- | -------- | -------------- | --------- | --------------------------- |
| Les données manquantes sont à compléter. |          |                |           |                             |
| mars 1983                                | En cours | Joseph Ferrand | DVG       | Retraitée Fonction publique |

## Démographie
L'évolution du nombre d'habitants est connue à travers les recensements de la population effectués dans la commune depuis 1793. Pour les communes de moins de 10 000 habitants, une enquête de recensement portant sur toute la population est réalisée tous les cinq ans, les populations de référence des années intermédiaires étant quant à elles estimées par interpolation ou extrapolation. Pour la commune, le premier recensement exhaustif entrant dans le cadre du nouveau dispositif a été réalisé en 2005.

En 2022, la commune comptait 20 habitants, en évolution de −16,67 % par rapport à 2016 (Ariège : +1,48 %, France hors Mayotte : +2,11 %).
| 1793 | 1800 | 1806 | 1821 | 1831 | 1836 | 1841 | 1846 | 1851 |
| ---- | ---- | ---- | ---- | ---- | ---- | ---- | ---- | ---- |
| 186  | 149  | 187  | 211  | 222  | 216  | 200  | 232  | 238  |

| 1856 | 1861 | 1866 | 1872 | 1876 | 1881 | 1886 | 1891 | 1896 |
| ---- | ---- | ---- | ---- | ---- | ---- | ---- | ---- | ---- |
| 215  | 216  | 203  | 195  | 178  | 160  | 163  | 155  | 164  |

| 1901 | 1906 | 1911 | 1921 | 1926 | 1931 | 1936 | 1946 | 1954 |
| ---- | ---- | ---- | ---- | ---- | ---- | ---- | ---- | ---- |
| 156  | 158  | 155  | 114  | 109  | 101  | 88   | 65   | 57   |

| 1962 | 1968 | 1975 | 1982 | 1990 | 1999 | 2005 | 2006 | 2010 |
| ---- | ---- | ---- | ---- | ---- | ---- | ---- | ---- | ---- |
| 36   | 23   | 21   | 14   | 10   | 15   | 28   | 28   | 19   |

| 2015 | 2020 | 2022 | - | - | - | - | - | - |
| ---- | ---- | ---- | - | - | - | - | - | - |
| 23   | 21   | 20   | - | - | - | - | - | - |

## Économie

### Emploi
| Division       | 2008  | 2013   | 2018   |
| -------------- | ----- | ------ | ------ |
| Commune        | 0 %   | 0 %    | 0 %    |
| Département    | 8,9 % | 11,1 % | 11,2 % |
| France entière | 8,3 % | 10 %   | 10 %   |

En 2018, la population âgée de 15 à 64 ans s'élève à 11 personnes, parmi lesquelles on compte 70 % d'actifs (70 % ayant un emploi et 0 % de chômeurs) et 30 % d'inactifs,. Depuis 2008, le taux de chômage communal (au sens du recensement) des 15-64 ans est inférieur à celui de la France et du département.
La commune est hors attraction des villes,. Elle compte 2 emplois en 2018, contre 2 en 2013 et 2 en 2008. Le nombre d'actifs ayant un emploi résidant dans la commune est de 8, soit un indicateur de concentration d'emploi de 25,5 % et un taux d'activité parmi les 15 ans ou plus de 43,8 %.
Sur ces 8 actifs de 15 ans ou plus ayant un emploi, aucun ne travaille dans la commune. Pour se rendre au travail, la totalité des habitants utilise un véhicule personnel ou de fonction à quatre roues.

### Activités hors agriculture
Aucun établissement relevant d’une activité hors champ de l’agriculture n’est implanté  à Tignac au 31 décembre 2019.

### Agriculture
|                                   | 1988 | 2000 | 2010 |
| --------------------------------- | ---- | ---- | ---- |
| Exploitations                     | 6    | 2    | 2    |
| Superficie agricole utilisée (ha) | 41   | 31   | 37   |

La commune fait partie de la petite région agricole dénommée « Région pyrénéenne ». En 2010, l'orientation technico-économique de l'agriculture  sur la commune est l'élevage d'ovins et de caprins. Deux exploitations agricoles ayant leur siège dans la commune sont dénombrées lors du recensement agricole de 2010 (six en 1988). La superficie agricole utilisée est de 37 ha.

## Équipements, services et vie locale
Les services de proximité et l'enseignement sont à Savignac-les-Ormeaux et Ax-les-Thermes.

## Culture locale et patrimoine

### Lieux et monuments
- L'église paroissiale de la Nativité-de-la-Vierge-Marie est de style néo-roman. Elle possède une statuette de Vierge à l'Enfant en bois sculpté et peint datant du XVe siècle, classée monument historique au titre objet depuis 1967[49], ainsi qu'un plat de quête du XVIIIe siècle en cuivre repoussé classé depuis 1995[50].
- Lavoir couvert.

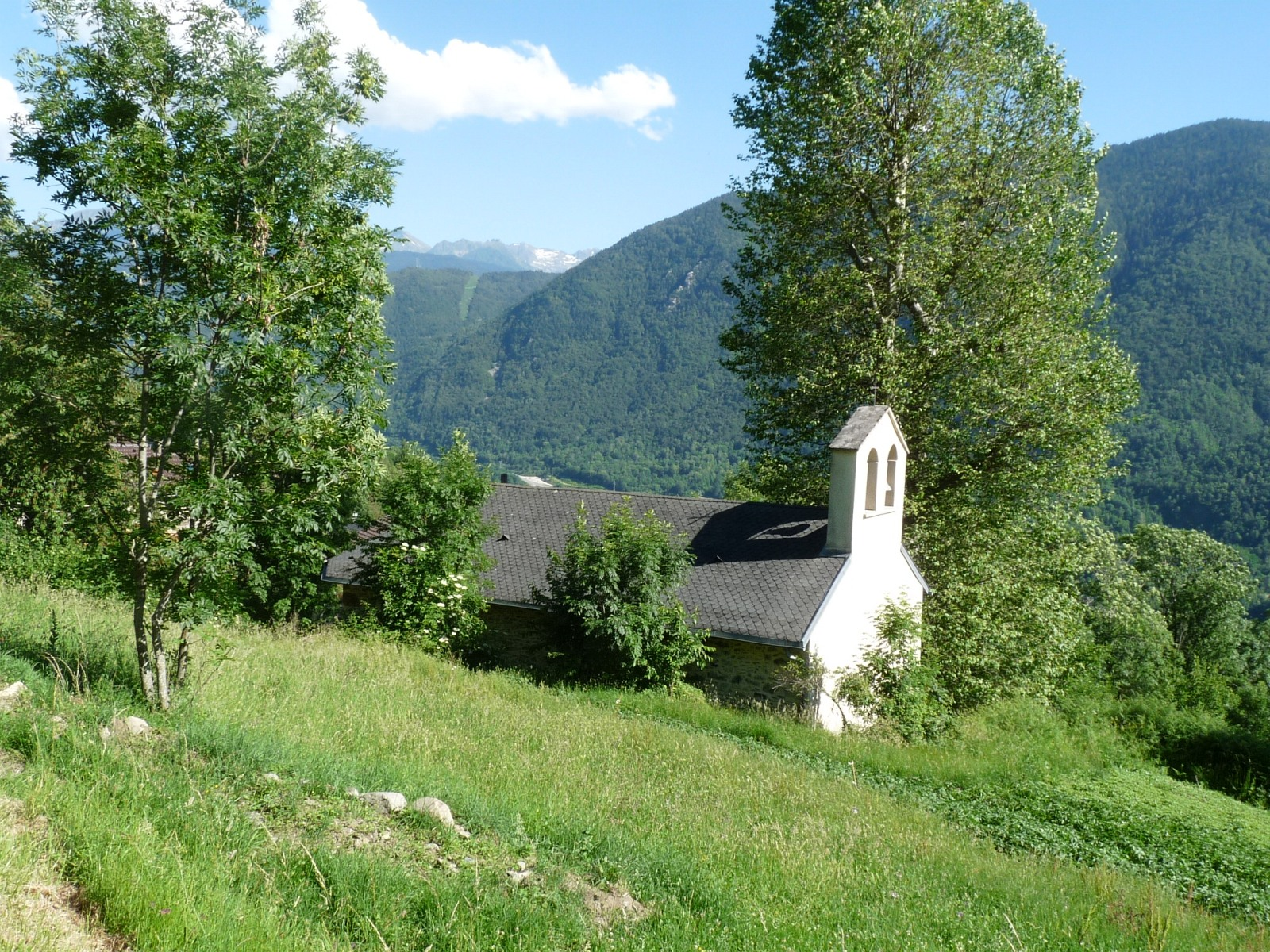
L'église.
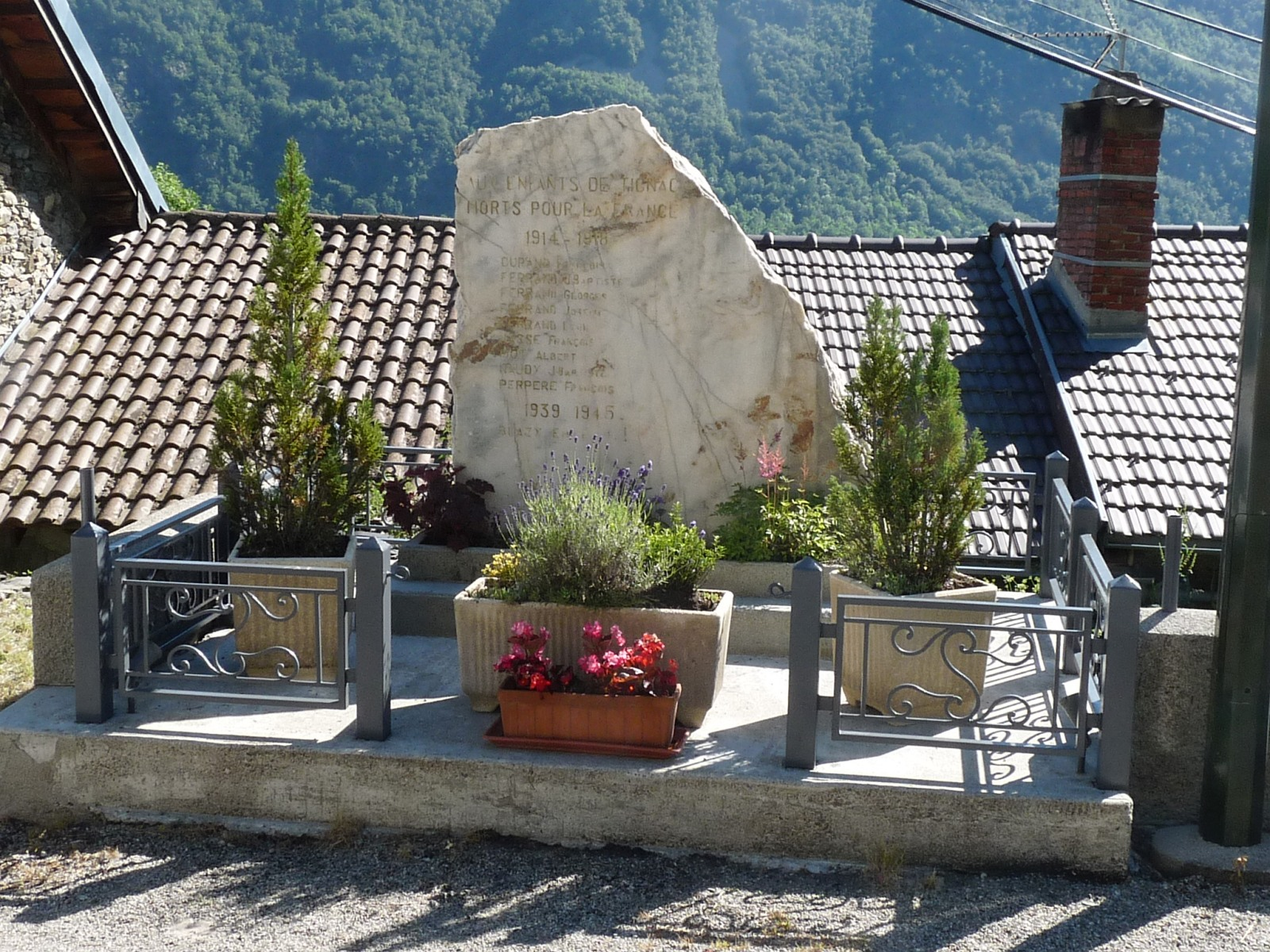
Le monument aux morts.
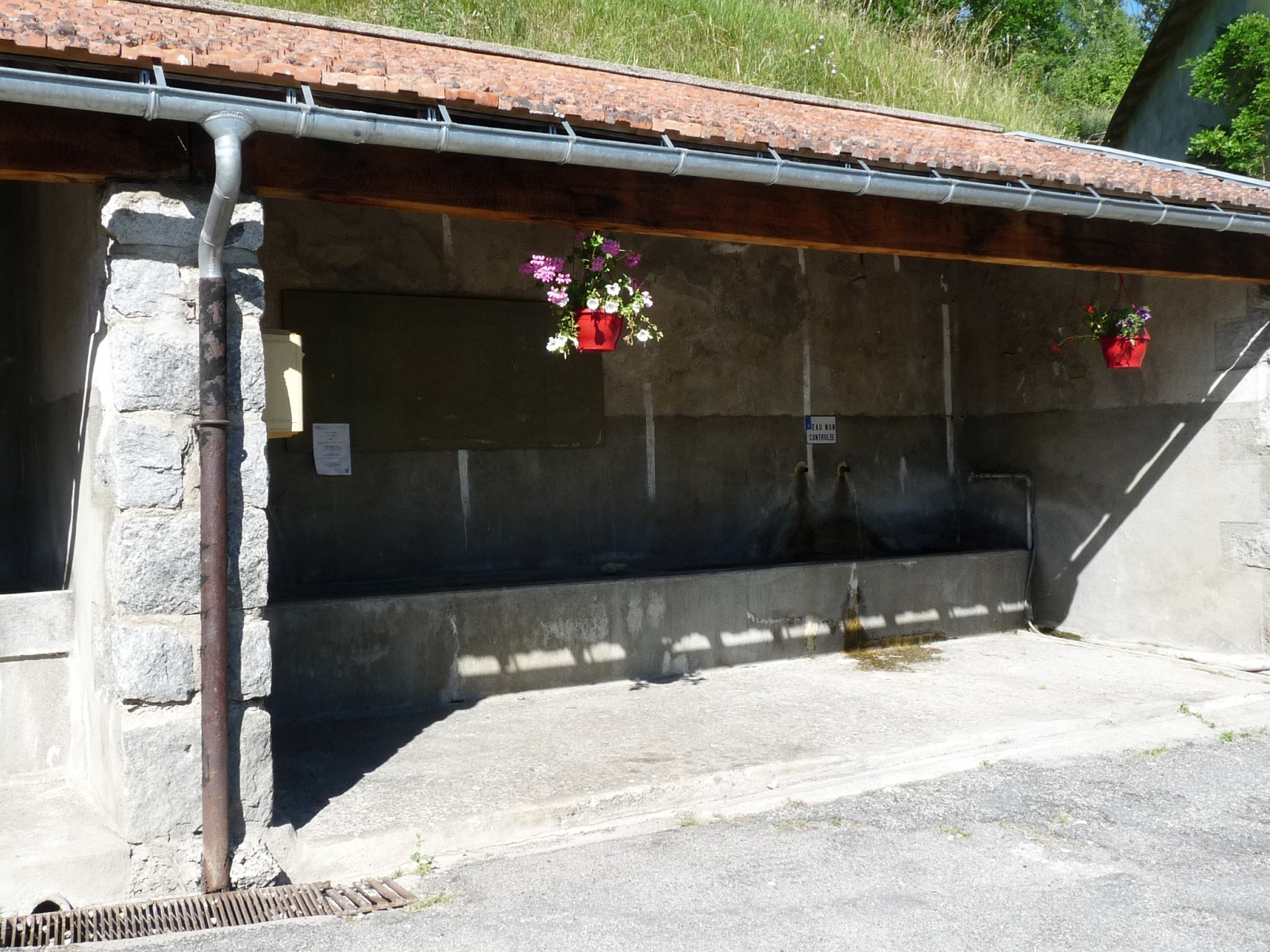
Le lavoir.

### Personnalités liées à la commune
- Michel Naudy (1952-2012), journaliste, est inhumé dans le cimetière.